# П'єркарло Ґіндзані
П'єркарло Ґіндзані (народився 16 січня 1952) - колишній автогонщик з Італії. Зараз він керує власною гоночною командою Team Ghinzani, яка була створена в 1992 році і станом на 2023 рік бере участь у Porsche Carrera Cup Italy.

## Рання кар'єра
До своєї кар'єри у Формулі-1 Ґіндзані брав участь у перегонах між 1976 і 1979 роками з Team Euroracing у кількох чемпіонатах Формули-3, таких як Чемпіонат Європи, який він виграв у 1977 році, Чемпіонат Італії, який він виграв у 1979 році, і Чемпіонат Великої Британії. Він також брав участь в перегонах Формули-2 у 1978 році.

## Кар'єра в Формулі-1
Він взяв участь у 111 Гран-прі Формули-1, дебютувавши 17 травня 1981 року на Гран-прі Бельгії на трасі Золдер. Він пройшов кваліфікацію в 77 Гран-прі і стартував у 74. Більшу частину 1980-х років він провів у гонках за невелику команду Osella, і набрав лише одне очко. Ґіндзані пояснив свій постійний зв'язок із такими неуспішними командами, як Osella, тим, що краще бути у Формулі-1, навіть серед аутсайдерів, ніж не бути в ній взагалі.
Після декількох виступів у Формулі-1 у 1981 році та участі в перегонах спортивних автомобілів групи C разом з напарниками Мікеле Альборето та Ріккардо Патрезе за команду Lancia, перший повний сезон Ґіндзані в команді Osella відбувся в 1983 році. Незважаючи на те, що він не набрав жодного очка, команда залишила його на 1984 рік. Після кваліфікації 20-м для другої гонки сезону на трасі К'яламі в Південній Африці він розбився під час ранкової розминки на високій швидкості в повороті Jukskei Sweep. Його болід Osella, вдарившись об стіну із майже повним завантаженням палива в 220 літрів, загорівся і він отримав опіки рук і обличчя, що не дозволило йому взяти участь у перегонах. Він відновився й набрав свої єдині очки за кар’єру, коли фінішував п’ятим на Гран-прі Далласа 1984 року, яке відзначилось сильним виснаженням пілотів, пошкодженим асфальтним покриттям і гнітючою спекою.

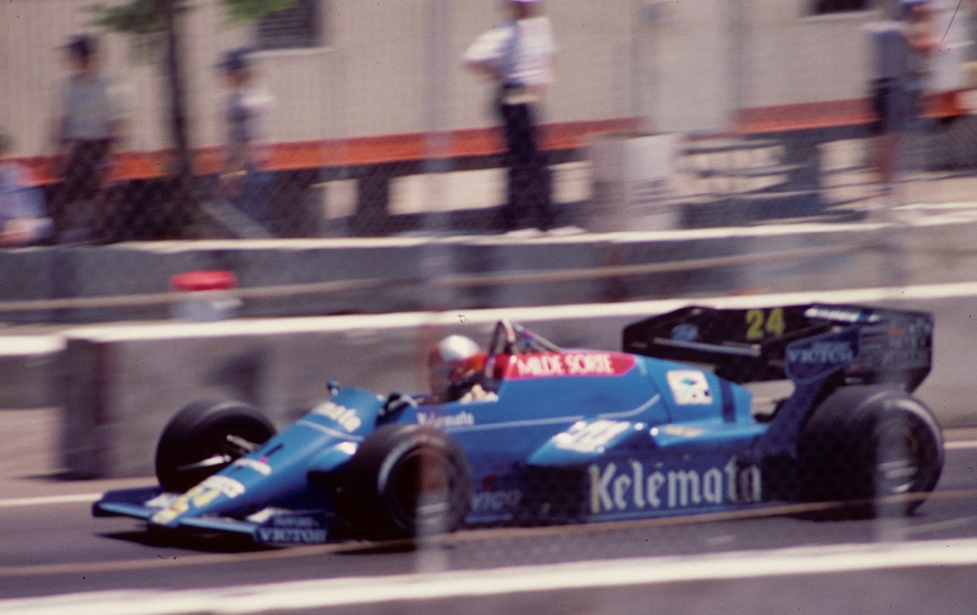
Ґіндзані за кермом Osella FA1F на Гран-прі Далласа 1984 року, де він здобув свої перші та єдині очки.

Ґіндзані залишався в команді Osella на сезон 1985 року, а в другій половині того ж сезону перейшов в команду Toleman до партнера італійця Тео Фабі. Незважаючи на швидкість машини (Фабі вдалося здобути поул в Німеччині), Ґіндзані мав проблеми з надійністю і не зміг фінішувати жодного разу. У 1986 році він повернувся до команди Osella за кермо застарілого боліда. Автомобіль команди був заснований на дизайні 1983 року, з ненадійним турбованим двигуном Alfa Romeo V8, який мав посередню потужність та був спраглим до пального. 
У 1987 році він уклав контракт з командою Ligier і став напарником багаторазового переможця Гран-прі Рене Арну. Команда планувала використовувати нові 4-циліндрові турбовані двигуни Alfa Romeo, але ці плани раптово були зірвані через різкі коментарі Арну перед початком сезону, які порівнювали двигуни із собачою їжею та дали материнській компанії Fiat привід для того, щоб зупинити проект двигунів Alfa Romeo в Формулі-1. Це змусило команду поспішно адаптувати свої автомобілі до двигунів Megatron, але, на щастя, обидва двигуни були 4-циліндровими та майже однакового розміру (Megatron насправді був двигуном BMW, який використовувався Brabham, а раніше Arrows і Benetton, але, оскільки BMW відмовився від участі в Формулі-1 на початку сезону Arrows та їхні спонсори, USF&G, купили решту двигунів у BMW і перейменували їх у «Megatron»). Хоча обидва двигуни були 4-циліндровими, їх інші характеристики помітно відрізнялися, що змусило команду пропустити відкриття сезону в Бразилії для доопрацювання задньої підвіски під новий двигун. Ґіндзані час від часу був близьким до отримання очок з Ligier, зокрема в Німеччині. Під час вікенду в Великії Британії Ґіндзані був виключений з Гран-прі через інцидент під час кваліфікації.
У 1988 році Ґіндзані виступав за невелику німецьку команду Zakspeed, яка використовувала власний 4-циліндровий турбодвигун, хоча загалом безуспішно, і його найкращим результатом за рік стало 14 місце на Гран-прі Німеччини на мокрій трасі в Гоккенгаймі (його товариш по команді, молодий німець Бернд Шнайдер фінішував 12-м у гонці, найкращий результат для команди в 1988 році). Незважаючи на те, що Ґіндзані та Шнайдер були однією з небагатьох команд, які використовували двигуни з турбонаддувом у 1988 році, їм було важко проходити кваліфікацію для участі в гонках, і вони часто були повільнішими за боліди з атмосферними двигунами. Один із таких випадків стався на надшвидкісній трасі Сільверстоун на Гран-прі Великої Британії. Жоден пілот не пройшов кваліфікацію, Ґіндзані та Шнайдер були, відповідно, на шість і вісім секунд повільніше, ніж Ferrari Герхарда Бергера, який здобув поул.
У 1989 році він знову приєднався до Osella напарником молодого італійського пілота Нікола Ларіні. Ґіндзані оголосив про своє рішення завершити кар'єру у Формулі-1 перед вільною практикою останньої гонки сезону 1989 року в Австралії. В своїй останній кваліфікації він показав 21-ий час. Гонка для Ґіндзані завершилася дострокова, коли триразовий чемпіона світу Нельсон Піке на Lotus врізався в його болід на 19 колі під час гальмування перед шпилькою в кінці прямої Brabham Straight. Піке, чий шолом зачепило одне із задніх коліс Osella, заявив, що він просто не бачив болід Ґіндзані до зіткнення через велику кількість бризок. Під час гонки чемпіон світу 1989 року Ален Прост відмовився їхати більше одного кола на знак протесту проти гонки в небезпечних умовах, спричинених постійним сильним дощем.
П'єркарло Ґіндзані також є рекордсменом за кількістю виступів у Формулі-1, жодного разу не кваліфікувавшись в першій десятці.

## Результати виступів

### 24 години Ле-Мана
| Рік  | Команда        | Напарники                          | Автомобіль              | Клас | Кола | Поз. | Клас поз. |
| ---- | -------------- | ---------------------------------- | ----------------------- | ---- | ---- | ---- | --------- |
| 1980 | Lancia Corse   | Джанфранко Бранкателлі Маркку Ален | Lancia Beta Monte Carlo | Гр.5 | 26   | Схід | Схід      |
| 1981 | Martini Racing | Ріккардо Патрезе Ганс Геєр         | Lancia Beta Monte Carlo | Гр.5 | 186  | Схід | Схід      |
| 1982 | Martini Racing | Ріккардо Патрезе Ганс Геєр         | Lancia LC1              | Гр.6 | 152  | Схід | Схід      |
| 1983 | Martini Lancia | Мікеле Альборето Ганс Геєр         | Lancia LC2              | Гр.C | 121  | Схід | Схід      |

### Формула-1
| Рік      | Команда                  | Шасі          | Двигун                   | 1        | 2        | 3        | 4        | 5        | 6        | 7        | 8        | 9        | 10       | 11       | 12       | 13       | 14       | 15       | 16       | Місце | Очки |
| -------- | ------------------------ | ------------- | ------------------------ | -------- | -------- | -------- | -------- | -------- | -------- | -------- | -------- | -------- | -------- | -------- | -------- | -------- | -------- | -------- | -------- | ----- | ---- |
| 1981     | Osella Squadra Corse     | Osella FA1B   | Ford Cosworth DFV 3.0 V8 | СШЗ      | БРА      | АРГ      | СМР      | БЕЛ 13   | МОН НКВ  | ІСП      | ФРА      | ВЕЛ      | НІМ      | АВТ      | НІД      | ІТА      | КАН      | ЦЕЗ      |          | —     | 0    |
| 1983     | Osella Squadra Corse     | Osella FA1D   | Ford Cosworth DFV 3.0 V8 | БРА НКВ  | СШЗ НКВ  | ФРА НКВ  |          |          |          |          |          |          |          |          |          |          |          |          |          | —     | 0    |
| 1983     | Osella Squadra Corse     | Osella FA1E   | Alfa Romeo 1260 3.0 V12  |          |          |          | СМР НКВ  | МОН НКВ  | БЕЛ НКВ  | ДЕТ Схід | КАН НКВ  | ВЕЛ Схід | НІМ Схід | АВТ 11   | НІД НКВ  | ІТА Схід | ЄВР Схід | ПАР Схід |          | —     | 0    |
| 1984     | Osella Squadra Corse     | Osella FA1F   | Alfa Romeo 890T 1.5 V8 t | БРА Схід | ПАР НС   | БЕЛ Схід | СМР НКВ  | ФРА 12   | МОН 7    | КАН Схід | ДЕТ Схід | ДАЛ 5    | ВЕЛ 9    | НІМ Схід | АВТ Схід | НІД Схід | ІТА 7†   | ЄВР Схід | ПОР Схід | 19    | 2    |
| 1985     | Osella Squadra Corse     | Osella FA1F   | Alfa Romeo 890T 1.5 V8 t | БРА 12   | ПОР 9    | СМР НКЛ  |          |          |          |          |          |          |          |          |          |          |          |          |          | —     | 0    |
| 1985     | Osella Squadra Corse     | Osella FA1G   | Alfa Romeo 890T 1.5 V8 t |          |          |          | МОН НКВ  | КАН Схід | ДЕТ Схід | ФРА 15   | ВЕЛ Схід | НІМ      |          |          |          |          |          |          |          | —     | 0    |
| 1985     | Toleman Group Motorsport | Toleman TG185 | Hart 415T 1.5 L4 t       |          |          |          |          |          |          |          |          |          | АВТ НС   | НІД Схід | ІТА НС   | БЕЛ Схід | ЄВР Схід | ПАР Схід | АВС Схід | —     | 0    |
| 1986     | Osella Squadra Corse     | Osella FA1F   | Alfa Romeo 890T 1.5 V8 t | БРА Схід | ІСП Схід | СМР Схід | МОН НКВ  | БЕЛ Схід | КАН Схід | ДЕТ Схід |          |          |          |          |          |          |          |          |          | —     | 0    |
| 1986     | Osella Squadra Corse     | Osella FA1H   | Alfa Romeo 890T 1.5 V8 t |          |          |          |          |          |          |          | ФРА Схід | ВЕЛ Схід |          |          |          |          |          |          |          | —     | 0    |
| 1986     | Osella Squadra Corse     | Osella FA1G   | Alfa Romeo 890T 1.5 V8 t |          |          |          |          |          |          |          |          |          | НІМ Схід | УГО Схід | АВТ 11   | ІТА Схід | ПОР Схід | МЕК Схід | АВС Схід | —     | 0    |
| 1987     | Ligier Loto              | Ligier JS29B  | Megatron M12/13 1.5 L4 t | БРА      | СМР Схід | БЕЛ 7†   | МОН 12   | ДЕТ Схід |          |          |          |          |          |          |          |          |          |          |          | —     | 0    |
| 1987     | Ligier Loto              | Ligier JS29C  | Megatron M12/13 1.5 L4 t |          |          |          |          |          | ФРА Схід | ВЕЛ Викл | НІМ Схід | УГО 12   | АВТ 8    | ІТА 8    | ПОР Схід | ІСП Схід | МЕК Схід | ЯПО 13   | АВС Схід | —     | 0    |
| 1988     | West Zakspeed Racing     | Zakspeed 881  | Zakspeed 1500/4 1.5 L4 t | БРА НКВ  | СМР Схід | МОН Схід | МЕК 15   | КАН 14†  | ДЕТ НКВ  | ФРА Викл | ВЕЛ НКВ  | НІМ 14   | УГО НКВ  | БЕЛ Схід |          |          |          |          |          | —     | 0    |
| 1988     | West Zakspeed Racing     | Zakspeed 881B | Zakspeed 1500/4 1.5 L4 t |          |          |          |          |          |          |          |          |          |          |          | ІТА Схід | ПОР НКВ  | ІСП НКВ  | ЯПО НКВ  | АВС Схід | —     | 0    |
| 1989     | Osella Squadra Corse     | Osella FA1M   | Ford Cosworth DFR 3.5 V8 | БРА НПКВ | СМР НПКВ | МОН НПКВ | МЕК НПКВ | США НПКВ | КАН НПКВ | ФРА НПКВ | ВЕЛ НПКВ | НІМ НПКВ | УГО Схід | БЕЛ НПКВ | ІТА НПКВ | ПОР НПКВ | ІСП Схід | ЯПО НПКВ | АВС Схід | —     | 0    |
| Джерело: |                          |               |                          |          |          |          |          |          |          |          |          |          |          |          |          |          |          |          |          |       |      |

† Не фінішував на гран-прі, але був класифікований, оскільки подолав понад 90% дистанції.